# Povrazník
Povrazník – wieś (obec) na Słowacji położona w kraju bańskobystrzyckim, w powiecie Bańska Bystrzyca. Pierwsze wzmianki o miejscowości pochodzą z roku 1424.
Według danych z dnia 31 grudnia 2010, wieś zamieszkiwały 152 osoby, w tym 76 kobiet i 76 mężczyzn.
W 2001 roku rozkład populacji względem narodowości i przynależności etnicznej wyglądał następująco:
- Słowacy – 95,24%